# Шёстранд, Туре
Туре Шёстранд (швед. Tore Sjöstrand; 31 июля 1921, Danmarks  parish — 26 января 2011, Векшё) — шведский легкоатлет, олимпийский чемпион на дистанции 3000 метров с препятствиями на летних Играх в Лондоне (1948).
Из-за начала Второй мировой войны спортсмен смог выйти на серьёзные международные соревнования только в 25-летнем возрасте. На чемпионате Европы 1946 года в Осло он завоевал бронзовую медаль. Через два года на летних Олимпийских играх в Лондоне (1948) Шёстранд сумел добиться наивысшего успеха за все время своих выступлений, завоевав золото с результатом (9.04,6).
После неудачи на первенстве континента 1950 года, проходившем в Брюсселе, где он занял лишь восьмое место, спортсмен завершил карьеру.